# Lissonota multicolor
Lissonota multicolor là một loài tò vò trong họ Ichneumonidae.